# Orthonopias
Orthonopias is een monotypisch geslacht van straalvinnige vissen uit de familie van donderpadden (Cottidae).

## Soort
- Orthonopias triacis Starks & Mann, 1911